# Manuel Badenes
Manuel Badenes (Castellón de la Plana, 30 novembre 1928 – Castellón de la Plana, 26 novembre 2007) è stato un calciatore spagnolo, di ruolo attaccante.

## Carriera
Esordì nella Liga con il Castellon, poi passò al Barcellona e vi rimase due anni nei quali giocò poco ma vinse per due volte la Liga (1947-1948, 1948-1949) assieme ad una Coppa Latina nel 1949. Giocò poi per tre stagioni nel Valencia nelle quali si tenne nella media di quasi un gol a partita e vinse la Copa del Rey nel 1954. Seguirono poi due stagioni al Valladolid, nella seconda delle quali conquistò il titolo di Pichichi a partìimerito con Alfredo Di Stéfano e Ricardo Alós. La sua ultima stagione in massima serie fu il 1958-1959, tra le file dello Sporting Gijón.

## Palmarès

### Club

#### Competizioni nazionali
- Campionato spagnolo: 2

Barcellona: 1947-1948, 1948-1949
- Coppa Eva Duarte: 1

Barcellona: 1948
- Coppa di Spagna: 1

Valencia: 1953-1954

#### Competizioni internazionali
- Coppa Latina: 1

Barcellona: 1949

#### Individuale
- Pichichi della Liga: 1

1957-1958 (19 gol)